# Trullion : Alastor 2262
Pour les articles homonymes, voir Alastor.
Trullion : Alastor 2262 (titre original : Trullion: Alastor 2262) est un roman de science-fiction écrit par l'auteur américain Jack Vance paru en 1973 puis traduit en français et publié en 1977. Ce roman fait partie du Cycle d'Alastor (ou Les Mondes d'Alastor) qui en compte trois, sans liens entre eux.

## Résumé
Les Trills, habitants de la planète Trullion (Alastor 2262), mènent des vies paisibles et festives, du style de celles des planteurs lousianais, si l'on excepte trois facteurs : les Merlings, des créatures aquatiques néfastes ; les Trevanys (des gitans) ; et un jour, un raid d'étoiliers (des pirates de l'espace). Le jeune Glinnes Hulden, ayant soif d'aventures, décide de s'engager dans la Whelm, la puissante flotte du Connatic. Il y est aux prises avec des révoltes étranges, comme celle du Peuple Laid, qui refuse le bonheur satisfait de l'Amas.
De retour chez lui, Glinnes trouve une situation déplaisante. Son père est mort, tué semble-t-il par un Merling. Son frère Glay a rejoint la « Fanscherade », une sorte de proto-fascisme qui prétend faire de Trullion un puissant monde industriel. Pour aider sa cause, il a vendu une part essentielle du domaine familial. Glinnes veut la racheter, mais la famille Vang, des Trevanys, le rosse et lui vole son pécule.
Glinnes tente alors de gagner de l'argent en jouant à la « hussade », ce sport populaire et compliqué qui voit des équipes d'acrobates s'affronter sur des passerelles au-dessus d'une piscine. Le succès n'est pas toujours au rendez-vous, les malversations fréquentes, aussi son rêve de regagner ses biens semble-t-il inaccessible.
Pendant ce temps, les Fanschers ont usurpé des terres sacrées pour les Trevanys, ce qui donne lieu à une bataille ; les Trevanys sont décimés, les Fanschers, traumatisés, préfèrent se disperser. Le Connatic débarque incognito pour enquêter. En le rencontrant, Glinnes réalise que le nouvel occupant du domaine familial, qui finance aussi ses adversaires à la hussade, est en fait un tristement célèbre étoilier, venu prendre sa retraite sur Trullion. En le faisant arrêter, il récupère sa demeure ainsi que la belle Duissane, dernière fille de la défunte famille Vang, qui accepte semble-t-il son offre de vivre avec lui.

## Autres titres du Cycle
- 2e : Marune : Alastor 933 (1975)
- 3e : Wyst : Alastor 1716 (1978)